# Şərəfli
Şərəfli è un comune dell'Azerbaigian situato nel distretto di Bərdə. Conta una popolazione di 300 abitanti.